# (46053) Davidpatterson
(46053) Davidpatterson (2001 DB77) – planetoida z grupy pasa głównego asteroid okrążająca Słońce w ciągu 3,12 lat w średniej odległości 2,14 au Odkryta 21 lutego 2001 roku.